# Vrh (Bijelo Polje)
Pour les articles homonymes, voir Vrh.
Vrh (en serbe cyrillique: Врх) est un village du nord-est du Monténégro, dans la municipalité de Bijelo Polje.

## Démographie

### Évolution historique de la population[1]
| 1948 | 1953 | 1961 | 1971 | 1981 | 1991 | 2003 |
| ---- | ---- | ---- | ---- | ---- | ---- | ---- |
| 152  | 206  | 195  | 190  | 138  | 56   | 46   |